# Pseudochromis melanurus
Pseudochromis melanurus är en fiskart som beskrevs av Gill 2004. Pseudochromis melanurus ingår i släktet Pseudochromis och familjen Pseudochromidae. Inga underarter finns listade i Catalogue of Life.